# Angutit Inersimasut GM 2024
Il GrønlandsBANKEN GM 2024 è stata la 52ª edizione del campionato di calcio groenlandese. La fase finale della competizione si è svolta presso la città di Qeqertarsuaq dal 3 al 10 agosto 2024 (in occasione dell'80º anniversario della squadra cittadina del G-44). L'edizione è stata vinta dal B-67 per la quindicesima volta nella sua storia.
Per motivi finanziari non è stato svolto alcun girone qualificante preliminare, e tutte le dieci squadre partecipanti si sono affrontate nel girone finale.

## Squadre partecipanti
A differenza delle sei squadre partecipanti al campionato precedente, nell'edizione del 2024 prendono parte dieci squadre.
| Nr | Squadre               | Torneo di qualificazione                                             |
| -- | --------------------- | -------------------------------------------------------------------- |
| 1  | G-44                  | Qualificata di diritto come squadra ospitante                        |
| 2  | Nagdlunguaq-48        | Qualificato direttamente alla fase finale                            |
| 3  | IT-79                 | Qualificato direttamente alla fase finale                            |
| 4  | B-67                  | Qualificato direttamente alla fase finale                            |
| 5  | FC Malamuk            | Qualificato direttamente alla fase finale (successivamente ritirata) |
| 6  | Siumut Amerdlok Kunuk | Qualificato direttamente alla fase finale                            |
| 7  | Nagtoralik-45         | Qualificato direttamente alla fase finale (successivamente ritirata) |
| 8  | FC Aqisseq            | Qualificato direttamente alla fase finale                            |
| 9  | Narsaq-85             | Qualificato direttamente alla fase finale (successivamente ritirata) |
| 10 | UB-83                 | Qualificato direttamente alla fase finale                            |

- Le squadre A.T.A. Tasiilaq e Nuuk IL si sono iscritte inizialmente, ma si sono ritirate prima del sorteggio dei gironi
- Dopo il sorteggio, si sono ritirate il FC Malamuk, il Narsaq-85 e, pochi giorni dopo, anche il Nagtoralik-45.

### Squadre rinunciatarie
| Squadre       | Turno di qualificazione                          |
| ------------- | ------------------------------------------------ |
| A.T.A.        | Ritiratasi prima del sorteggio dei gironi finali |
| Nuuk IL       | Ritiratasi prima del sorteggio dei gironi finali |
| FC Malamuk    | Ritiratasi dopo il sorteggio dei gironi finali   |
| Nagtoralik-45 | Ritiratasi dopo il sorteggio dei gironi finali   |
| Narsaq-85     | Ritiratasi dopo il sorteggio dei gironi finali   |

## Gironi

### Girone A

#### Classifica
| Pos. | Squadra    | Pt | G | V | N | P | GF | GS | DR  |
| ---- | ---------- | -- | - | - | - | - | -- | -- | --- |
| 1.   | G-44       | 7  | 3 | 2 | 1 | 0 | 13 | 0  | +13 |
| 2.   | IT-79      | 7  | 3 | 2 | 1 | 0 | 7  | 1  | +6  |
| 3.   | UB-83      | 3  | 3 | 1 | 0 | 2 | 3  | 7  | -4  |
| 4.   | FC Aqisseq | 0  | 3 | 0 | 0 | 3 | 2  | 17 | -15 |
| R.   | Narsaq-85  |    |   |   |   |   |    |    |     |

      Ammessa alle semifinali.
      Ammessa alla finale 5º/6º posto.
      Ammessa alla semifinale 5º/7º posto.
      Ritirata.
Tre punti per la vittoria, uno per il pareggio, zero per la sconfitta.

#### Risultati

##### 1ª giornata
| Qeqertarsuaq 3 agosto 2024 1ª giornata | G-44 | 5 – 0 | UB-83 |  |

| Qeqertarsuaq 3 agosto 2024 1ª giornata | FC Aqisseq | 1 – 6 | IT-79 |  |

##### 2ªgiornata
| Qeqertarsuaq 5 agosto 2024 2ª giornata | G-44 | 8 – 0 | FC Aqisseq |  |

| Qeqertarsuaq 5 agosto 2024 2ª giornata | IT-79 | 1 – 0 | UB-83 |  |

##### 3ªgiornata
| Qeqertarsuaq 6 agosto 2024 3ª giornata | FC Aqisseq | 1 – 3 | UB-83 |  |

| Qeqertarsuaq 6 agosto 2024 3ª giornata | G-44 | 0 – 0 | IT-79 |  |

### Girone B

#### Classifica
| Pos. | Squadra               | Pt | G | V | N | P | GF | GS | DR  |
| ---- | --------------------- | -- | - | - | - | - | -- | -- | --- |
| 1.   | B-67                  | 4  | 2 | 1 | 1 | 0 | 14 | 1  | +13 |
| 2.   | Nagdlunguaq-48        | 4  | 2 | 1 | 1 | 0 | 9  | 1  | +8  |
| 3.   | Siumut Amerdlok Kunuk | 0  | 2 | 0 | 0 | 2 | 0  | 21 | -21 |
| R.   | FC Malamuk            |    |   |   |   |   |    |    |     |
| R.   | Nagtoralik-45         |    |   |   |   |   |    |    |     |

      Ammessa alle semifinali.
      Ammessa alla finale 5º/6º posto.
      Ammessa alla semifinale 5º/7º posto.
      Ritirata.
Tre punti per la vittoria, uno per il pareggio, zero per la sconfitta.

#### Risultati

##### 1ª giornata
| Qeqertarsuaq 3 agosto 2024 1ª giornata | Nagdlunguaq-48 | 8 – 0 | Siumut Amerdlok Kunuk |  |

- Riposa  B-67

##### 2ª giornata
| Qeqertarsuaq 5 agosto 2024 2ª giornata | Siumut Amerdlok Kunuk | 0 – 13 | B-67 |  |

- Riposa  Nagdlunguaq-48

##### 3ª giornata
| Qeqertarsuaq 6 agosto 2024 3ª giornata | Nagdlunguaq-48 | 1 – 1 | B-67 |  |

- Riposa  Siumut Amerdlok Kunuk

## Fase finale

### Semifinali

#### Semifinale 5º/7º posto
| Qeqertarsuaq 8 agosto 2024 Semifinale 5º/7º Posto | Siumut Amerdlok Kunuk | 4 – 3 | FC Aqisseq |  |

#### Semifinali 1º/4º posto
| Qeqertarsuaq 8 agosto 2024 Semifinale                                                                       | B-67      | 6 – 0 | IT-79 |  |
| \| \| \| \| \| Hermann 7’ Frederiksen 17’ Kreutzmann 35’ Nielsen 42’ Berthelsen 72’, 89’ \| Marcatori \| \| |           |       |       |  |
| |           |       |       |  |
| Hermann 7’ Frederiksen 17’ Kreutzmann 35’ Nielsen 42’ Berthelsen 72’, 89’                                   | Marcatori |       |       |  |

| Qeqertarsuaq 8 agosto 2024 Semifinale                              | G-44      | 0 – 2                            | Nagdlunguaq-48 |  |
| \| \| \| \| \| \| Marcatori \| 6’ (rig.) Sandgreen 59’ Bronlund \| |           |                                  |                |  |
|                                                                    |           |                                  |                |  |
|                                                                    | Marcatori | 6’ (rig.) Sandgreen 59’ Bronlund |                |  |

### Finali

#### Finale 5º/6º posto
| Qeqertarsuaq 10 agosto 2024 Finale 5º/6º posto | UB-83 | 0 – 2 | Siumut Amerdlok Kunuk |  |

#### Finale 3º/4º posto
| Qeqertarsuaq 10 agosto 2024 Finale 3º/4º posto                            | G-44      | 1 – 2                       | IT-79 |  |
| \| \| \| \| \| Eriksen 43’ \| Marcatori \| 8’ Kleist 59’ Lynge Thomsen \| |           |                             |       |  |
|                                                                           |           |                             |       |  |
| Eriksen 43’                                                               | Marcatori | 8’ Kleist 59’ Lynge Thomsen |       |  |

#### Finale 1º/2º posto
| Qeqertarsuaq 10 agosto 2024 Finale 1º/2º posto                                                               | B-67      | 3 – 1                    | Nagdlunguaq-48 |  |
| \| \| \| \| \| Frederiksen 52’ Kreutzmann 75’ Egede Philbert 80’ \| Marcatori \| 86’ (aut.) Gundel-Collin \| |           |                          |                |  |
| |           |                          |                |  |
| Frederiksen 52’ Kreutzmann 75’ Egede Philbert 80’                                                            | Marcatori | 86’ (aut.) Gundel-Collin |                |  |

## Classifica
| Pos. | Squadra               |
| ---- | --------------------- |
| 1.   | B-67                  |
| 2.   | Nagdlunguaq-48        |
| 3.   | IT-79                 |
| 4.   | G-44                  |
| 5.   | Siumut Amerdlok Kunuk |
| 6.   | UB-83                 |
| 7.   | FC Aqisseq            |